# Solaris Tramino

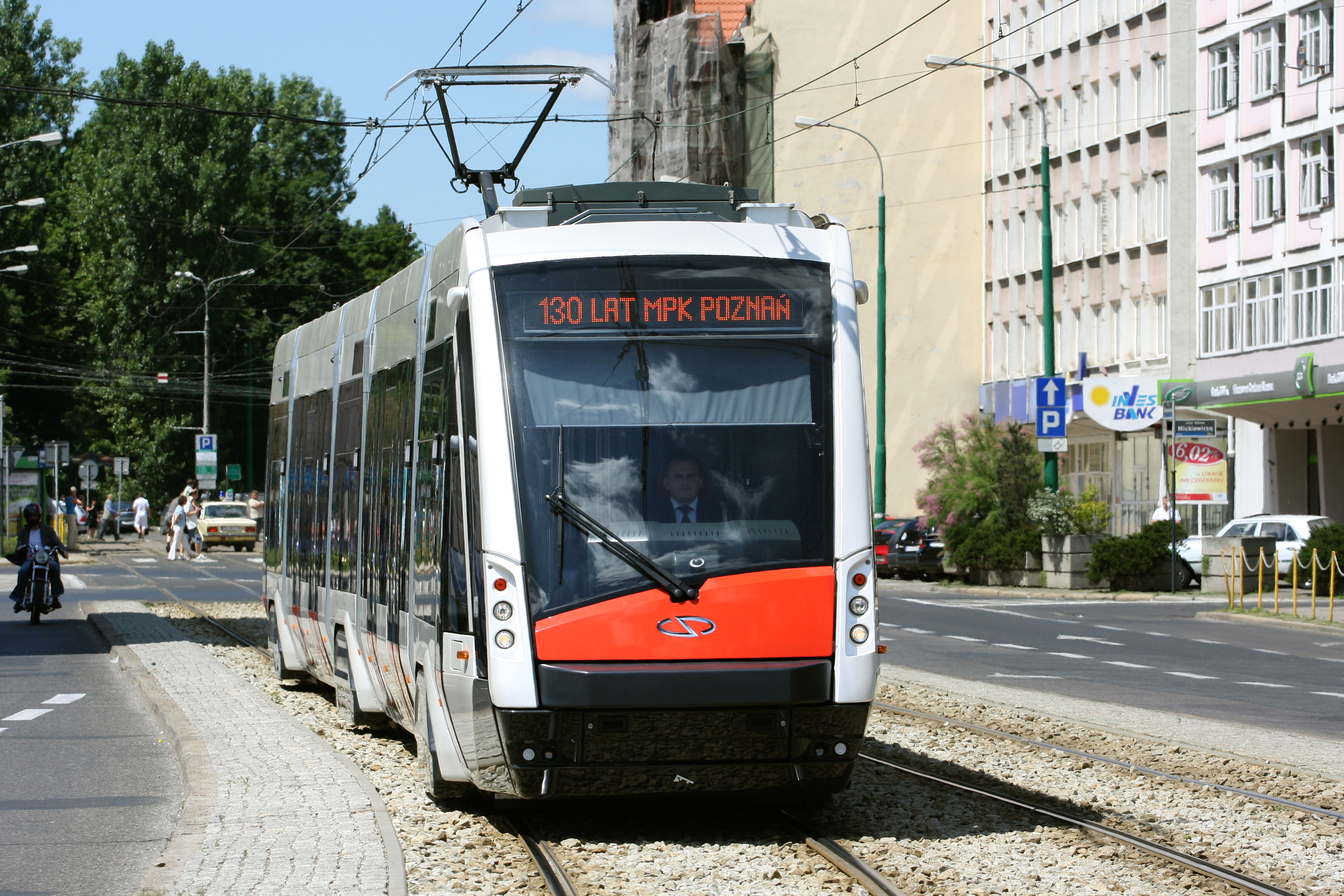
Prototyp Solarisu Tramino S100 v Poznani

Solaris Tramino je nízkopodlažní tramvaj vyráběná polskou firmou Solaris Bus & Coach, která byla představena v říjnu 2009 na veletrhu v Gdaňsku. Tramvaj během svého vývoje a testování dostala několik názvů, nejdříve se vozidlo mělo nazývat Solaris Gecko, poté se od tohoto názvu upustilo a přešlo se k názvu Solaris Tramino.

## Historie
Prototyp tramvaje s označením verze S100 byl vyroben v roce 2009, po schválení je od roku 2011 v pravidelném provozu v Poznani. Do Poznaně bylo poté v letech 2011 a 2012 dodáno celkem 45 sériových vozů Tramino S105p. V roce 2013 bylo dodáno pět obousměrných tříčlánkových tramvají typu S109j do německé Jeny, 18 jednosměrných čtyřčlánkových vozů Tramino S110b od roku 2014 jezdí v Braunschweigu a 15 ks obousměrných tříčlánkových tramvají S111o bylo v roce 2015 dodáno do Olsztyna.

## Dodávky tramvají
Od roku 2009 bylo prozatím vyrobeno celkem 95 vozů.
| Současný stát | Město        | Článek | Typ   | Roky dodávek | Počet vozů | Evidenční čísla při dodání | Poznámky | Zdroj |
| ------------- | ------------ | ------ | ----- | ------------ | ---------- | -------------------------- | -------- | ----- |
| Německo       | Braunschweig | článek | S110b | 2014–2015    | 18         | 1451–1468                  |          | [ 2 ] |
| Německo       | Jena         | článek | S109j | 2013         | 5          | 701–705                    |          | [ 3 ] |
| Německo       | Lipsko       | článek | NGT10 | 2016–2018    | 11         | 1001–1011                  |          | [ 4 ] |
| Polsko        | Olsztyn      | článek | S111o | 2015         | 15         | 3000–3014                  |          | [ 5 ] |
| Polsko        | Poznaň       | článek | S100  | 2009         | 1          | 451                        |          | [ 6 ] |
| Polsko        | Poznaň       | článek | S105p | 2011–2012    | 45         | 515–559                    |          | [ 7 ] |

## Galerie

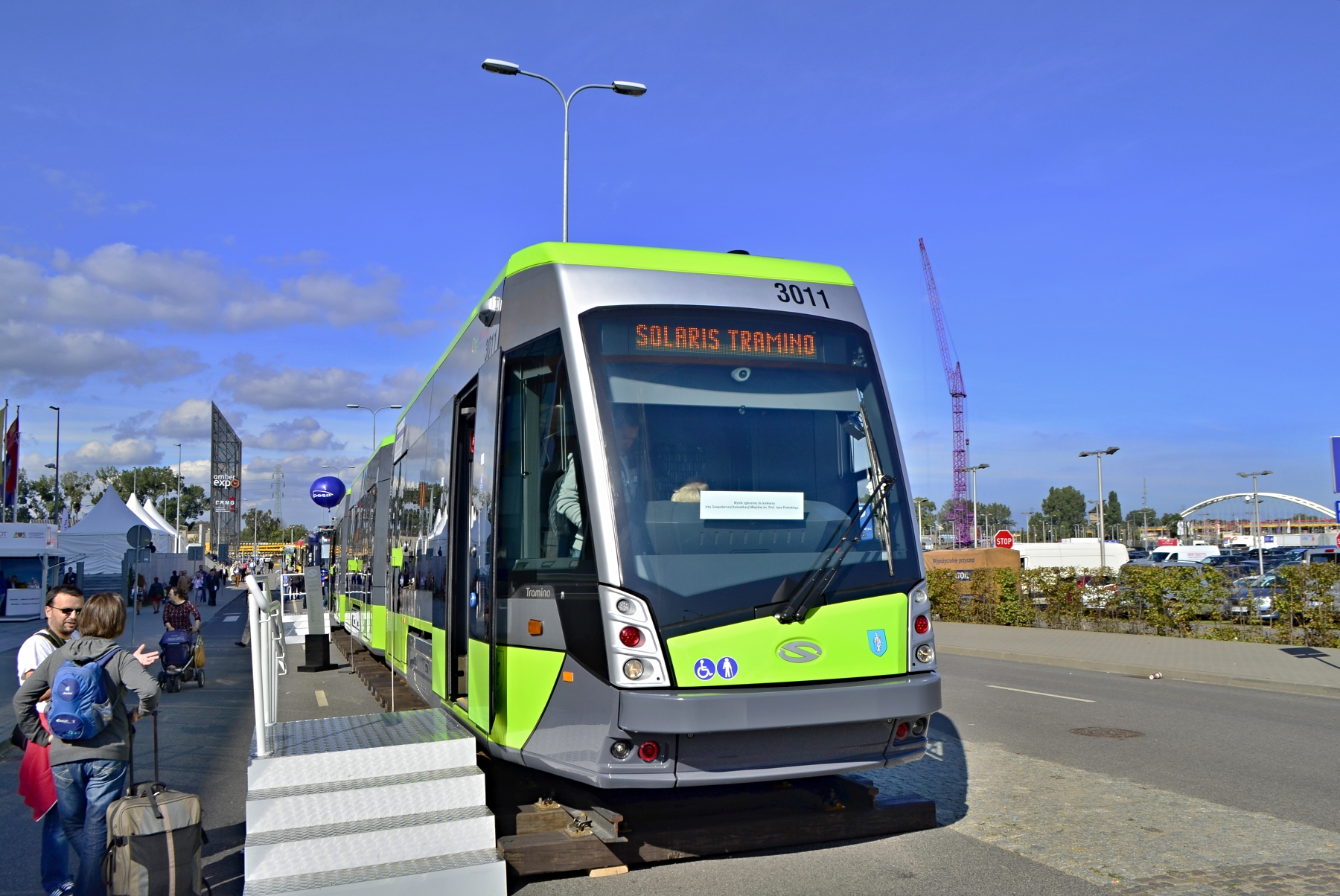
Solaris Tramino S111o pro polský Olsztyn vystavený na veletrhu TRAKO 2015
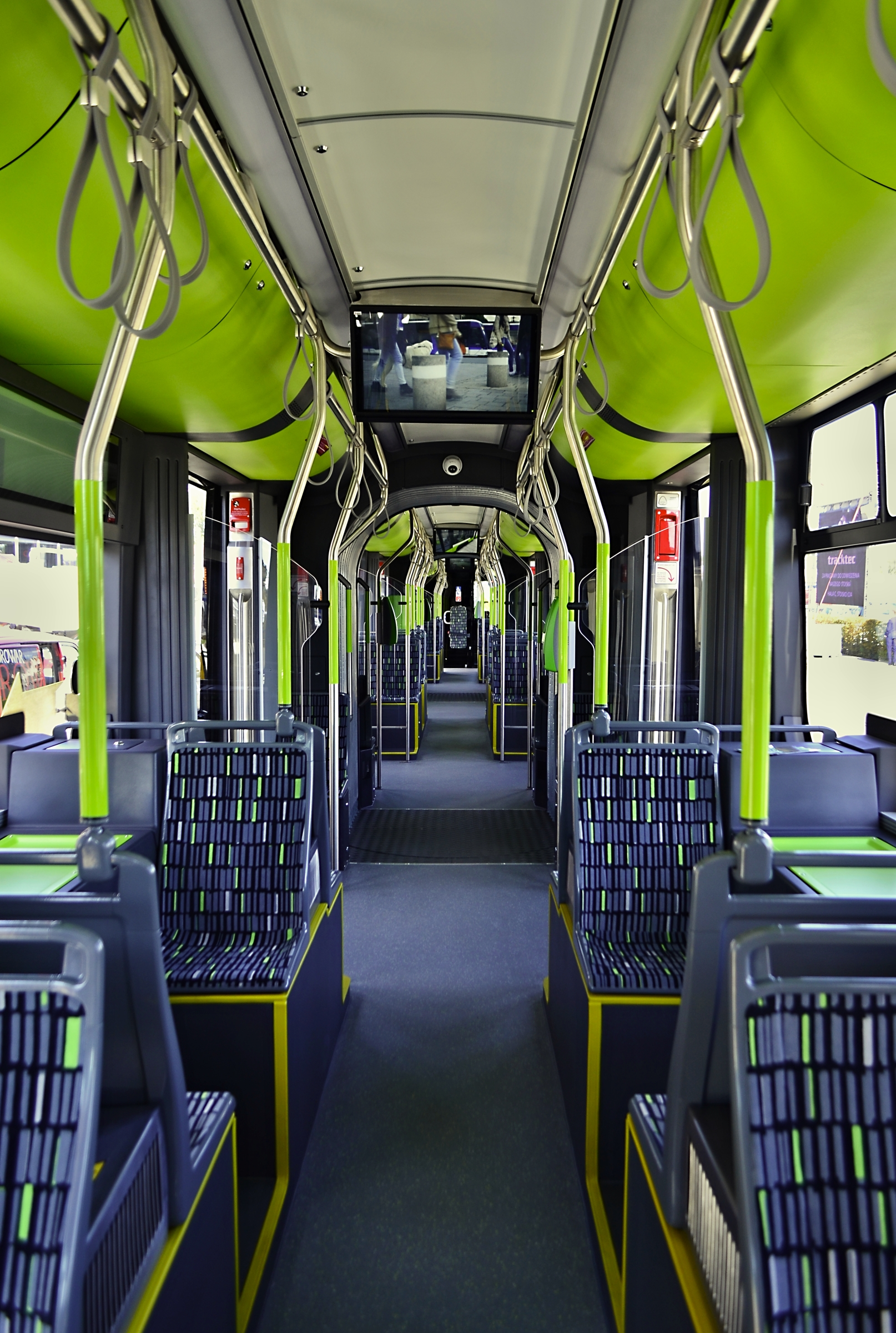
Interiéru Tramina S111o pro Olsztyn
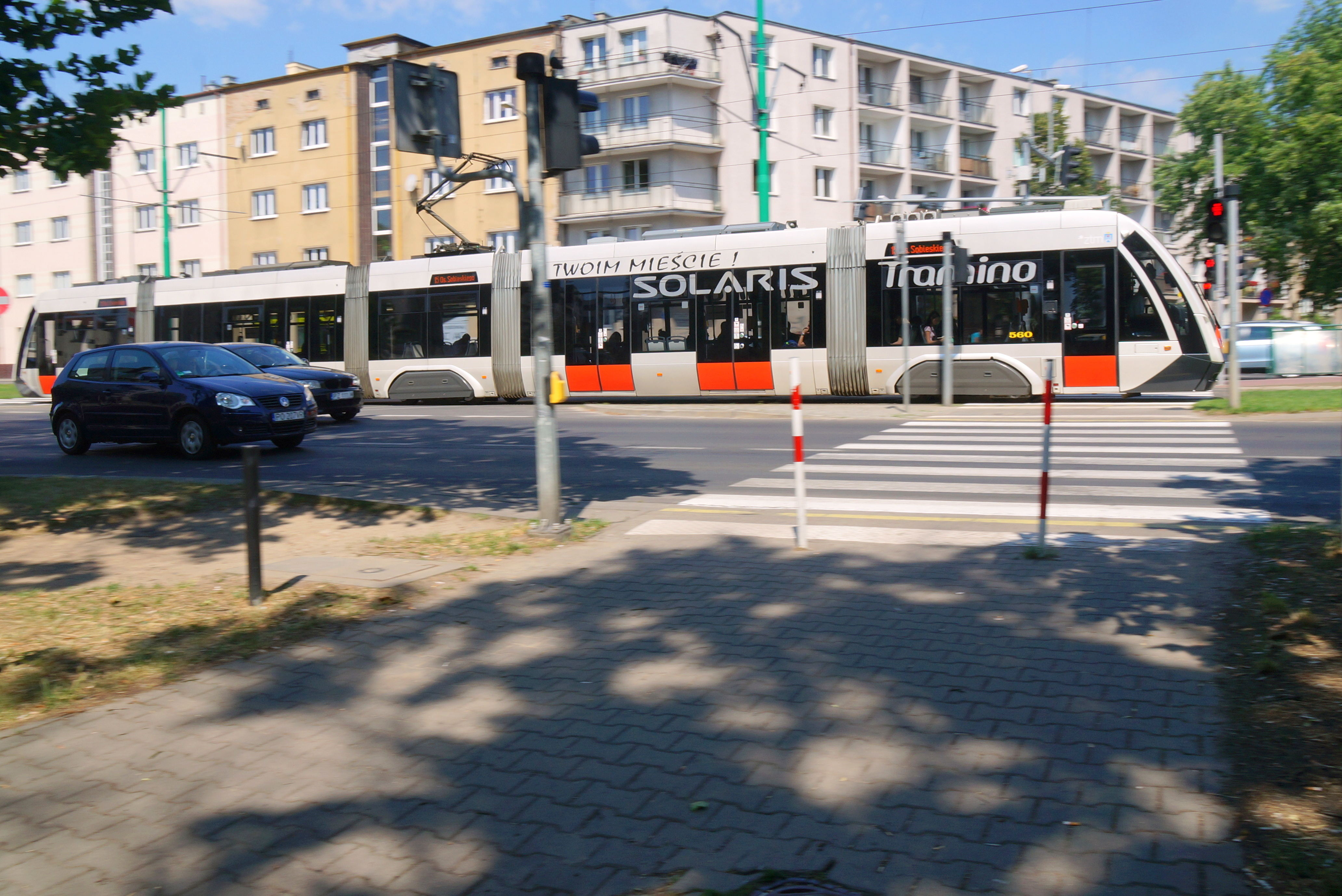
Solaris Tramino S100